# Metropol (Hjørring)
 For alternative betydninger, se Metropol. (Se også artikler, som begynder med Metropol)
Metropol er Vendsyssels største shoppingcenter,[kilde mangler] som ligger i centrum af Hjørring ved gågaden. 
Der er 37 butikker, 4 spisesteder og andre faciliter (fx Hjørring Bibliotek og et motionscenter) i centret.